# Valldossera
Valldossera és el nom comú que reben un seguit d'urbanitzacions al municipi de Querol, l'Alt Camp. El seu nom prové de l'església de Santa Maria de Valldossera, a l'extrem sud-oriental del terme municipal. El nom d'origen Vall d'Osera (vall d'ossos o fossa comuna) d'ençà la Pesta Negra a Alcover al S. XII. L'any 2005 tenia 294 habitants. Es troba a uns 6 km al sud-est del nucli urbà de Querol, a uns 650 m d'altitud. Comprèn les urbanitzacions Can Llenas, Mas Bermell (o Mas Vermell), Mas Gassons i Ranxos de Bonany.